# Medalha de Mazagran
A Medalha de Mazagran (em francês:  Médaille de Mazagran) é uma medalha comemorativa francesa. Ela comemora os cento e vinte e três soldados da 10ª Companhia do 1º Batalhão de Infantaria Leve da África (1º BILA) quando enfrentaram os quatro mil soldados das tropas de Abd el-Kader durante a Batalha de Mazagran, em 1840.

## Características
Medalha redonda de bronze com módulo de 51,5mm. Tem no anverso a efígie do rei Luís Filipe usando uma coroa de louros, com a legenda "LOUIS PHILIPPE I ROI  DES  FRANÇAIS" ("Luís Filipe I Rei dos Franceses"). O reverso contém a inscrição "DÉFENSEURS  DE  MAZAGRAN,  3. 4. 5. 6. Fer  1840", mencionando o período do cerco, de 3 a 6 de fevereiro de 1840, acima dos nomes dos titulares e da inscrição "10.E  C.IE  1.ER  BAT.ON  D’INF.IE  LÉGÈRE  D’AFRIQUE"; 10ª Companhia do 1º Batalhão de Infantaria Leve da África. A medalha não tinha nem fita e nem barreta.
Posteriormente foi feita outra medalha sem fita, a qual não tinha caráter de recompensa e foi simplesmente uma medalha vendida para arrecadar fundos visando erguer um monumento em homenagem aos soldados. Feita pelo gravador Caqué e retomando as características do reverso da medalha oficial, é comum, no entanto, pensar que se trata de uma variante.

## Agraciados

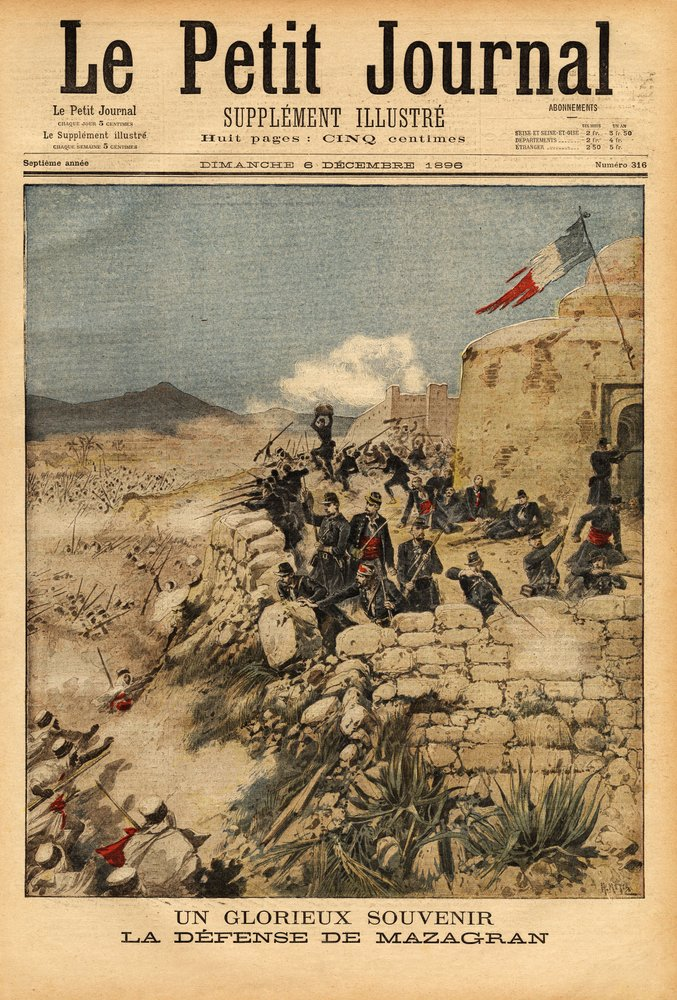
Uma lembrança gloriosa: a defesa de Mazagran. Capa do Le Petit Journal de 6 de dezembro de 1896.

A Medalha de Mazagran foi concedida aos oficiais, suboficiais e caçadores da 10ª Companhia do 1º Batalhão de Infantaria Leve Africano, cujos nomes são os seguintes:
- Capitão Lelièvre;
- Tenente Magnien;
- Subtenente Durand;
- Sargento-mor Wuillemot;
- Sargentos Millot, Giroud e Bortaud;
- Sargento-furriel Taine;
- Cabos Gazel, Vignes, Grippat e Muster;
- Músicos Puyhardy (tambor) e Goepfert (corneta);
- Caçadores Chambret, Gérard, Séguin, Devillets, Vouillon, Marquès, Leborne, Morière, Planson, Quillet, Landenwesh, Carré, Courtès, Renaud, Martin, Fleurette, Roussel, Favrichon, Versejoux, Dutour, Filleau, Erigneux, Teillout, Colin, Lesting, Fortier, Urion, Cardot, Edet, Fauchon, Branget, Chol, Roman, Jullien, Haran, Chochet, Dubois, Herbin, Dugravot, Mariolle, Louchet, Charlier, Beyer, François, Lelouey, Varailles, Compte, Suzanne, Grolhier, Fourcade, Munerot, Fabre, Desflassieux, Klarr, Bial, Ehanno, Maurin, Falissard, Dannet, Trailin, Rue, Moussy, Planchon, Huneau, Falon, Fabre, Liotier, François, Pecondou, Hamès, Guyot, Estelle, Lucquet, Geoffroy, Jonqua, Miniard, Doucet, Daumas, Lalauze, Chancel, Rabanit, Poussin, Terrade, Jourdan, Maguet, Erhel, Delahaye, Jean, Seguenot, Berteau, Bonnefoy, Malgras, Martin, Ménier, Villard, Celery, Cordier, Messac, Valès, Brunner, Coudoin, Sabatier, Muguet, Chauffy, Bouet, Lainé, Capelle, Faucaud, Quincay e Valent;
- Cabo de engenharia Pequillet;
- Sapador de engenharia Delplanque.